# Erik Widerbäck
Erik Widerbäck, född 24 januari 1908 i Uppsala, död 8 oktober 1967 i Vaksala församling, var en svensk målare.
Han var son till Gusten Widerbäck och utförde ett måleri som var närbesläktat med faderns. Han lärde sig grunderna i målningsteknik av sin far och bedrev därefter omfattande självstudier. Han medverkade i samlingsutställningar arrangerade av Uplands konstförening i Uppsala och Gävle. Hans konst består av lyriskt intima skildringar från uppländsk slätt och stadsbebyggelse samt stilleben och små utsnitt av interiörer.